# Selma Bacha
Selma Bacha (ur. 9 listopada 2000 w Lyonie) – francusko-algierska piłkarka, występująca na pozycji obrończyni we francuskim klubie Olympique Lyon oraz w reprezentacji Francji. Uczestniczka Igrzysk Olimpijskich 2024 w Paryżu, Mistrzostw Świata 2023 oraz Mistrzostw Europy 2022.

## Statystyki

### Klubowe
Na podstawie:
| Klub           | Sezonów | Liga                | Liga  | Liga   | Puchar krajowy | Puchar krajowy | Kontynentalne | Kontynentalne | Suma  | Suma   |
| Klub           | Sezonów | Liga                | Mecze | Bramki | Mecze          | Bramki         | Mecze         | Bramki        | Mecze | Bramki |
| -------------- | ------- | ------------------- | ----- | ------ | -------------- | -------------- | ------------- | ------------- | ----- | ------ |
| Olympique Lyon | 7       | Division 1 Féminine | 91    | 5      | 14             | 0              | 54            | 2             | 159   | 7      |
|                | Łącznie | Łącznie             | 91    | 5      | 14             | 0              | 54            | 2             | 159   | 7      |

### Reprezentacyjne
Na podstawie:
| Mecze i gole w reprezentacji podczas Mistrzostw Świata 2023 | Mecze i gole w reprezentacji podczas Mistrzostw Świata 2023 | Mecze i gole w reprezentacji podczas Mistrzostw Świata 2023 | Mecze i gole w reprezentacji podczas Mistrzostw Świata 2023 | Mecze i gole w reprezentacji podczas Mistrzostw Świata 2023 | Mecze i gole w reprezentacji podczas Mistrzostw Świata 2023 | Mecze i gole w reprezentacji podczas Mistrzostw Świata 2023 | Mecze i gole w reprezentacji podczas Mistrzostw Świata 2023 |
| Lp.                                                         | Data                                                        | Miasto                                                      | Przeciwnik                                                  | Wynik                                                       | Gole                                                        | Inne                                                        | Faza rozgrywek                                              |
| ----------------------------------------------------------- | ----------------------------------------------------------- | ----------------------------------------------------------- | ----------------------------------------------------------- | ----------------------------------------------------------- | ----------------------------------------------------------- | ----------------------------------------------------------- | ----------------------------------------------------------- |
| 1.                                                          | 29.07.2023                                                  | Brisbane                                                    | Brazylia                                                    | 2:1 (1:0)                                                   |                                                             | asysta                                                      | Faza grupowa                                                |
| 2.                                                          | 02.08.2023                                                  | Sydney                                                      | Panama                                                      | 6:3 (4:1)                                                   |                                                             | asysta                                                      | Faza grupowa                                                |
| 3.                                                          | 08.08.2023                                                  | Adelaide                                                    | Maroko                                                      | 4:0 (3:0)                                                   |                                                             |                                                             | 1/8 finału                                                  |
| 4.                                                          | 12.08.2023                                                  | Brisbane                                                    | Australia                                                   | 0:0 (k.6:7)                                                 |                                                             |                                                             | Ćwierćfinał                                                 |

| Mecze i gole w reprezentacji podczas Mistrzostw Europy 2022 | Mecze i gole w reprezentacji podczas Mistrzostw Europy 2022 | Mecze i gole w reprezentacji podczas Mistrzostw Europy 2022 | Mecze i gole w reprezentacji podczas Mistrzostw Europy 2022 | Mecze i gole w reprezentacji podczas Mistrzostw Europy 2022 | Mecze i gole w reprezentacji podczas Mistrzostw Europy 2022 | Mecze i gole w reprezentacji podczas Mistrzostw Europy 2022 | Mecze i gole w reprezentacji podczas Mistrzostw Europy 2022 |
| Lp.                                                         | Data                                                        | Miasto                                                      | Przeciwnik                                                  | Wynik                                                       | Gole                                                        | Inne                                                        | Faza rozgrywek                                              |
| ----------------------------------------------------------- | ----------------------------------------------------------- | ----------------------------------------------------------- | ----------------------------------------------------------- | ----------------------------------------------------------- | ----------------------------------------------------------- | ----------------------------------------------------------- | ----------------------------------------------------------- |
| 1.                                                          | 10.07.2022                                                  | Rotherham                                                   | Włochy                                                      | 5:1 (5:0)                                                   |                                                             |                                                             | Faza grupowa                                                |
| 2.                                                          | 14.07.2022                                                  | Rotherham                                                   | Belgia                                                      | 2:1 (2:1)                                                   |                                                             |                                                             | Faza grupowa                                                |
| 3.                                                          | 18.07.2022                                                  | Rotherham                                                   | Islandia                                                    | 1:1 (1:0)                                                   |                                                             |                                                             | Faza grupowa                                                |
| 4.                                                          | 23.07.2022                                                  | Rotherham                                                   | Holandia                                                    | 1:0 (0:0)                                                   |                                                             |                                                             | Ćwierćfinał                                                 |
| 5.                                                          | 27.07.2022                                                  | Milton Keynes                                               | Niemcy                                                      | 1:2 (1:1)                                                   |                                                             |                                                             | Półfinał                                                    |

## Sukcesy
Na podstawie:

### Klubowe
- Liga Mistrzyń UEFA 2017/18, 2018/19, 2019/20, 2021/22
- Mistrzyni Francji 2017/18, 2018/19, 2021/22, 2022/23, 2023/24

### Reprezentacyjne
- Mistrzyni Europy U-19 2019